# Hewlett Thompson
Geoffrey Hewlett Thompson (* 14. August 1929; † 13. Mai 2025) war ein britischer anglikanischer Theologe. Er war von 1985 bis 1999 Bischof von Exeter in der Church of England.

## Werdegang
Thompson wurde als Sohn von Lieutenant-Colonel Ralph Thompson und dessen Ehefrau Eanswythe Thompson, geb. Donaldson geboren. Er besuchte die Aldenham School in der Grafschaft Hertfordshire.  Er studierte am Trinity Hall College der University of Cambridge. Seinen Militärdienst leistete er im Queen’s Own Royal West Kent Regiment ab. Zur Vorbereitung auf sein Priesteramt studierte er Theologie am Ripon Theological College in Cuddesdon in der Nähe von Oxford. Seine Priesterlaufbahn begann er von 1954 bis 1959 als Vikar (Curate) an der St Matthew’s Church in Northampton. Anschließend war er von 1959 bis 1966 Pfarrer (Vicar) an der St Augustine Church in Wisbech. Danach war er von 1966 bis 1974 Pfarrer (Vicar) an der St Saviour's Church in Folkestone. 1974 wurde er zum Bischof geweiht. Von 1974 bis 1985 war er als „Bischof von Willesden“ Suffraganbischof in der Diözese London in der Church of England. 1985 wurde er, als Nachfolger von Eric Mercer, Bischof von Exeter in der Church of England. 1999 ging er in den Ruhestand. Sein Nachfolger als Bischof von Exeter wurde Michael Langrish. Nach seinem Ruhestand wirkte er seit 1999 als Ehrenamtlicher Hilfsbischof (Honorary Assistant Bishop) in der Diözese von Carlisle.
Hewlett heiratete am 29. September 1954 Elisabeth Joy Fausitt Taylor (* 1932), die Tochter von Geoffrey Fausitt Taylor († 1982) und dessen Ehefrau Frances Margaret Kenyon. Aus der Ehe gingen vier Kinder hervor, zwei Söhne und zwei Töchter.

## Mitgliedschaft im House of Lords
Thompson gehörte in seiner Eigenschaft als Bischof von Exeter von Dezember 1989 bis Mitte August 1999 bis zu seinem Ruhestand als Bischof von Exeter als Geistlicher Lord dem House of Lords an.
Im Hansard sind insgesamt 14 Wortbeiträge Thompsons aus den Jahren von 1991 bis 1997 dokumentiert. Seine erste dokumentierte Wortmeldung war am 13. Februar 1991 in einer Debatte über den National Health Service in Großbritannien. Am 27. November 1997 meldete er sich während seiner Amtszeit im House of Lords im Rahmen der Debatte zur Human Rights Bill zuletzt zu Wort.